# Octunx
Die Octunx war eine altrömische Maßeinheit für die Masse (das Gewicht) und bedeutet Achtel.
- 1 Octunx = 8 Unzen = 16 Lot